# 全壘打牆
全壘打牆是在棒球比賽與壘球比賽裡判斷有無擊出全壘打的一面界線牆。如果棒球被打者擊出全壘打牆後才可以算是全壘打，但是球落下時，必須要在界內或擊中界線標竿。

## 全壘打牆和本壘相差距離
一般而言可分成少棒和成棒，在此將介紹少棒和成棒分別的大概距離：
- 少棒

| 左外野  | 中外野  | 右外野  |
| ------- | ------- | ------- |
| 225英尺 | 300英尺 | 225英尺 |
| 69      | 91      | 69      |

- 成棒

| 左外野  | 中外野  | 右外野  |
| ------- | ------- | ------- |
| 325英尺 | 400英尺 | 325英尺 |
| 99      | 120     | 99      |

但是因為地形關係，所以每個棒球場的全壘打牆和本壘的距離都有所不同。

## 外部連結
- 全壘打牆 - Google 圖片